# Johann Matthias Kager
Johann Matthias Kager was een Duits historische schilder. 

## Biografie
Hij werd geboren in de Beierse hoofdstad München in 1566. Hij was eerst een leerling van Pieter de Witte, maar ging op jonge leeftijd naar Rome en verbleef daar enkele jaren. 
- Biblioteca Nacional de España: XX1306701
- Bibliothèque nationale de France: cb14980183q (data)
- Gemeinsame Normdatei: 118559273
- International Standard Name Identifier: 0000 0000 7819 9137
- KulturNav: 5b7061c8-c993-4a0d-bf39-20cee266ac0b
- Library of Congress Control Number: n82004889
- Nationale Bibliotheek van Tsjechië: mzk2010574231
- Nederlandse Thesaurus van Auteursnamen: 068931247
- RKD-Nederlands Instituut voor Kunstgeschiedenis: 43238
- Système universitaire de documentation: 159189489
- Union List of Artist Names: 500016013
- Virtual International Authority File: 54422376
- WorldCat: E39PBJyrVTw4bWMdKKj8xRKPQq